# Соковія
Соко́вія (англ. Sokovia, сок. Соковиjа) — вигадана невелика країна з кінематографічного всесвіту Marvel, що розташована в Східній Європі та є батьківщиною кіно-версій близнюків Ванди і П'єтро Максимових, а також Гельмута Земо.
Країна була придумана спеціально для фільму «Месники: Ера Альтрона» (2015), хоча має кілька схожих рис з країнами всесвіту оригінальних коміксів, зокрема Транзією, Слоковією та Слоренією. Столиця держави, місто Нові Град, була знищена в битві супергеройської команди Месників та Альтрона, що прагнув покінчити з людством. Цей інцидент став однією з причин прийняття Соковійських угод, документа і комплексу заходів щодо регулювання діяльності людей з надздібностями.
Крім появи у проєктах кіновсесвіту Marvel, Соковія все ж дебютувала у коміксах Marvel Comics, а також з'явилася у відеогрі Lego Marvel's Avengers (2016).

## Історія
30 березня 1999 року в Соковії відбувалися масові заворушення на вулицях. Військово-повітряні сили США влаштували бомбардування столиці, міста Нові Град, внаслідок чого була знищена велика кількість будівель і загинуло багато мирних жителів. У той час сім'я Максимових дивилася телесеріал «Шоу Діка Ван Дайка» і їхній будинок попав під обстріл. Перша вибухівка зруйнувала дім та вбила батьків, поки маленькі Ванда й П'єтро заховалися під ліжком за кілька метрів від другого снаряду. Ненавмисне Ванда вперше застосувала магію хаосу, щоб запобігти вибуху. Діти пробули під завалами дві доби, а потім їх врятували і влаштували до місцевого дитячого будинку. Згодом вони очолили акції протестів в країні щодо безсилля уряду, антиамериканських ідей і звинувачень Старк Індастріс, компанії-виробника зброї, якою володів Тоні Старк, в майбутньому знаний як Залізна людина.
У січні 2010 року загін американських військових, на чолі з Мері Вокер, був схоплений в полон Збройними силами Соковії. Її змушували спостерігати за стратою військових, а згодом неодноразово катували. Через 22 дні в Мері загострюється дисоціативний розлад особистості, і вона вбиває всіх навколо. Коли її знаходять американці, вона не в змозі згадати, що тут відбулося. Роками потому Вокер стає найманцем, отримуючи завдання від Давоса та Джой Мічем вислідити Залізного кулака.
Невдовзі Гідра облаштовується у місцевому замку, начебто задля допомоги місцевим. Загін очолюють барон Вольфганг фон Штрукер і доктор Ліст, які за допомогою викраденого іншопланетного скіпетра Локі та Каменю розуму всередині нього викликають надздібності у піддослідних людей. Одними з них стали П'єтро і Ванда Максимові. Як зазначено у довіднику «Файли Ваканди», Гідра обрала Соковію місцем для експериментів, тому що уродженці цієї країни мають певні генетичні особливості.
За допомогою інформації, зібраної агентом Щ.И.Т. Філом Колсоном і переданої Марії Гілл, супергеройська команда Месники виявляють місцеположення Дослідницької бази Гідри і атакують її в повному складі. Поки Капітан Америка бореться зі Штрукером, Тоні Старк знаходить скіпетр. Тоді Ванда викликає у нього жахливі видіння про друге пришестя прибульців на Землю і загибель усіх героїв. Щоб запобігти втручанню соковійців у операцію, в місто також був доправлений Залізний легіон.
Скіпетр Локі опиняється в руках Месників. Старк і Брюс Беннер усвідомлюють можливості Каменю розуму і за його допомогою створюють Альтрона, покликаного обороняти світ від найбільших загроз. Альтрон проникає в Інтернет і вирішує, що такою загрозою є людство. Будуючи собі металеву оболонку, він вирушає до Соковії, де зустрічає Ванду і П'єтро та говорить про свій план порятунку і знищення Месників. Проте насправді його план зовсім інакший. Використовуючи вібраній, Альтрон підіймає Нові Град в небо, щоб при падінні подібно метеоритові людство буде стерто з лиця планети. Населення міста евакуйовується зусиллями Месників, поліції та Щ.И.Т., що прибув на гелікеріері. У повітрі місто вибухає, а Віжен знищує останнє матеріальне тіло Альтрона.
Батва за Нью-Йорк, знищення Тріскеліону і падіння гелікеріерів у Вашингтоні, битва за Соковію та інцидент у Лагосі спонукав уряди 117 країн світу створити і підписати Соковійські угоди з метою регулювання діяльності суперлюдей, включаючи Месників. Гельмут Земо, чия сім'я загинула під час знищення Нові Граду, вирішує протистояти Месникам, використовуючи угоди і маніпулюючи Бакі Барнсом, відомим раніше як Зимовий солдат. Йому вдається роз'єднати супергеройську команду, показавши відеозапис убивства Зимовим солдатом батьків Тоні Старка. Також Земо зазначає, що навіть без втручання супергероїв, Соковія б занепала, а згодом намагається скоїти самогубство, проте його зупиняє Чорна пантера і передає агенту ЦРУ Еверетту Россу для ув'язнення.
Під час подій телесеріалу «Сокіл та Зимовий солдат» (2021) у 2024 році Гельмут Земо допомагає Сему Вілсону і Бакі Барнсу. Перебуваючи в Латвії, він розповідає, що Соковія була захоплена сусідніми державами ще до того, як повністю відновилась після дій Альтрона. Згодом він відвідує меморіал на честь загиблих соковійців, де його за скоєння вбивства короля Т'Чаки затримують вакандійці.

## Географія
Соковія показана як невелика країна з лісистим та гірським ландшафтом. Локаціями для фільмувань вулиць Нові Граду в «Ері Альтрона» послужили околиці регіону Валле-д'Аоста в Італії. Для відображення зовнішнього вигляду замку Гідри був використаний Форт Бард у Валле-д'Аості, а Дуврський замок у Кенті — для інтер'єру споруди. Навколишні ліси знімалися на території містечка Фарнгем, Суррей, Англія.
Розташована Соковія, згідно з картами у сиквелі «Месників» та другому сезоні серіалу «Агенти Щ.И.Т.», поряд із Чехією та Словаччиною. У фільмі «Перший месник: Протистояння» країна спершу показана на північно-західному узбережжі Чорного моря, а коли зображення збільшується, то вона переміщується до межі кордонів Італії та Австрії. У «Соколі та Зимовому солдаті» зазначається, що нині Соковія захоплена сусідніми країнами і стерта з карти.

## Культура
Жителі країни спілкуються вигаданою соковійською мовою, а для написів цією мовою використовувалася сербська кирилична абетка.
Державний прапор містить панслов'янські кольори, що розміщені вертикально та національний герб у вигляді орла з короною.
У серіалі «ВандаВіжен» Ванда Максимова співає своїм дітям соковійську колискову. Пісня була створена шоуранеркою Джек Шефер, разом із мовною консультанткою Кортні Янґ. Згодом, на Гелловін, героїня одягається як «соковійська провидиця» (хоча насправді костюм відсилає на класичний образ Багряної відьми із коміксів) та згадує, як вони з братом відзначали це свято в дитинстві.
Релігія займає особливе місце в культурі Соковії, адже церква розташована саме в центрі Нові Граду, «щоб усі були на рівній відстані до Бога», як зазначив Альтрон.
Відомою стравою соковійської національної кухні є курячий паприкаш. Він був присутній на благодійному обіді у школі, де вчиться Пітер Паркер, у вирізаній сцені фільму «Людина-павук: Повернення додому».

## Інші появи

### Вебсеріали
Події у Соковії були оформлені як випуски новин другого сезону вебсеріалу «WHIH Newsfront», що раніше з'явилися у фільмах КВМ.

### Комікси
Країна згадувалася і частково фігурувала у тай-ін коміксах кіновсесвіту Marvel, що доповнили події фільмів: Avengers: Age of Ultron Prelude — This Scepter'd Isle (2015), Avengers: Infinity War Prelude (2018) та Captain Marvel Prelude (2019).
У 2017 році Соковія дебютувала у коміксах основного всесвіту, де була представлена як держава Східного блоку. Після досягнення незалежності, правителем став генерал Каміл Новотий, що одержав прізвисько «М'ясник». У Соковії панували голод та хвороби, бракувало питної води, а гуманітарна допомога від ООН все ще сприймалася з презирством. Червоний череп скористався занепадом держави та вторгся сюди зі своєю армією Гідри. Він протистояв силам Новотого, залучаючи на свій бік соковійців, а коли вони дібралися до столиці, то Череп зустрівся із диктатором, щоб інсценувати свою поразку. Щ.И.Т. втручається у війну, винищуючи Гідру та спустошуючи місто. Червоний череп знаходить радянські боєголовки та за їх допомогою змушує світову спільноту визнати його новим правителем Соковії.

### Відеоігри
Соковія, зокрема тамтешня база Гідри, представлена як ігрова локація у Lego Marvel's Avengers (2016). Після подій сюжетної кампанії, яка більшою мірою заснована на двох частинах «Месників», гравець може досліджувати вулиці Нові Граду. Тут можна розблокувати 10 персонажів, 2 види транспорту та отримати 7 золотих блоків, пройшовши невеликі завдання.